# Елегія (Цілком таємно)

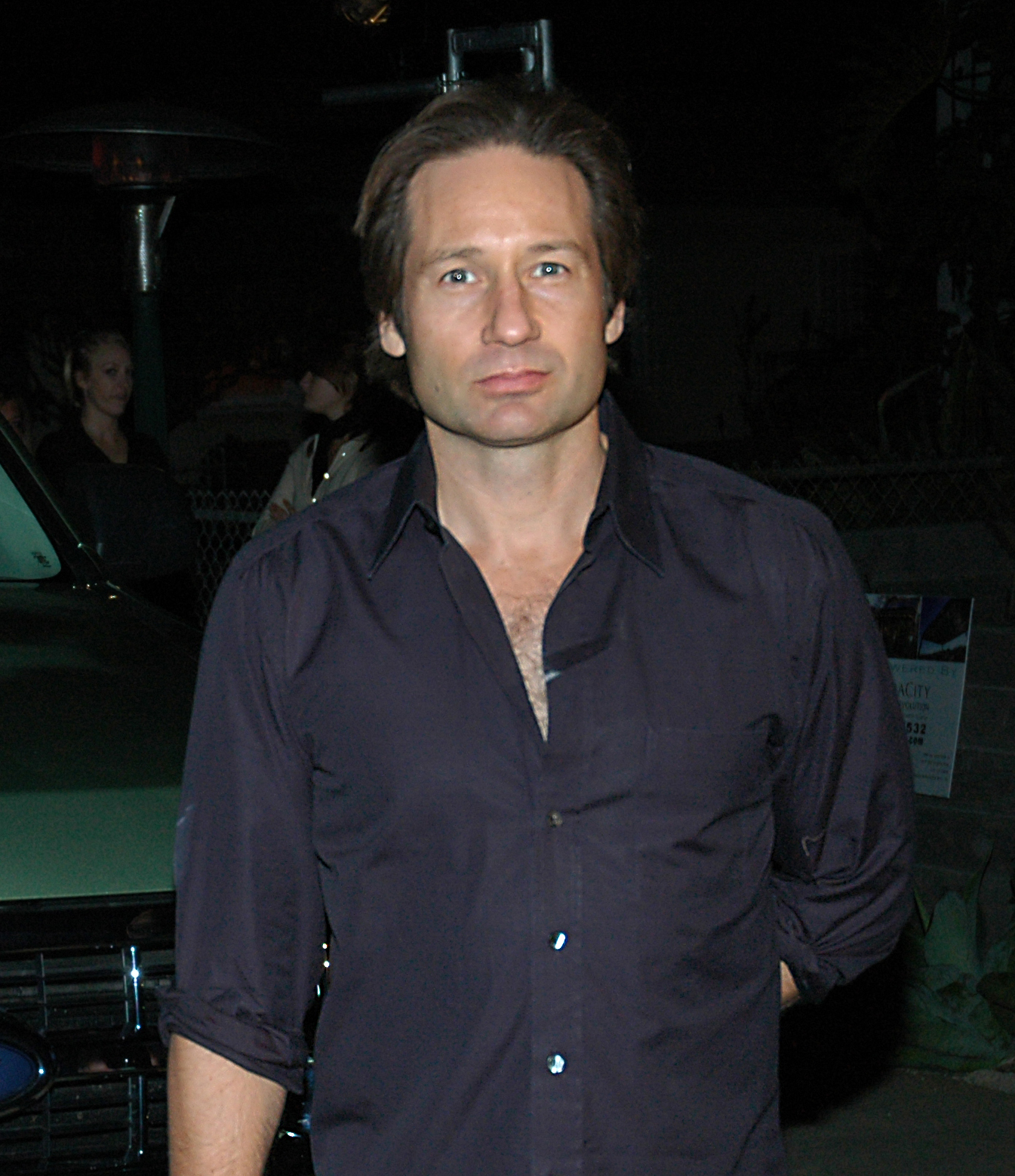

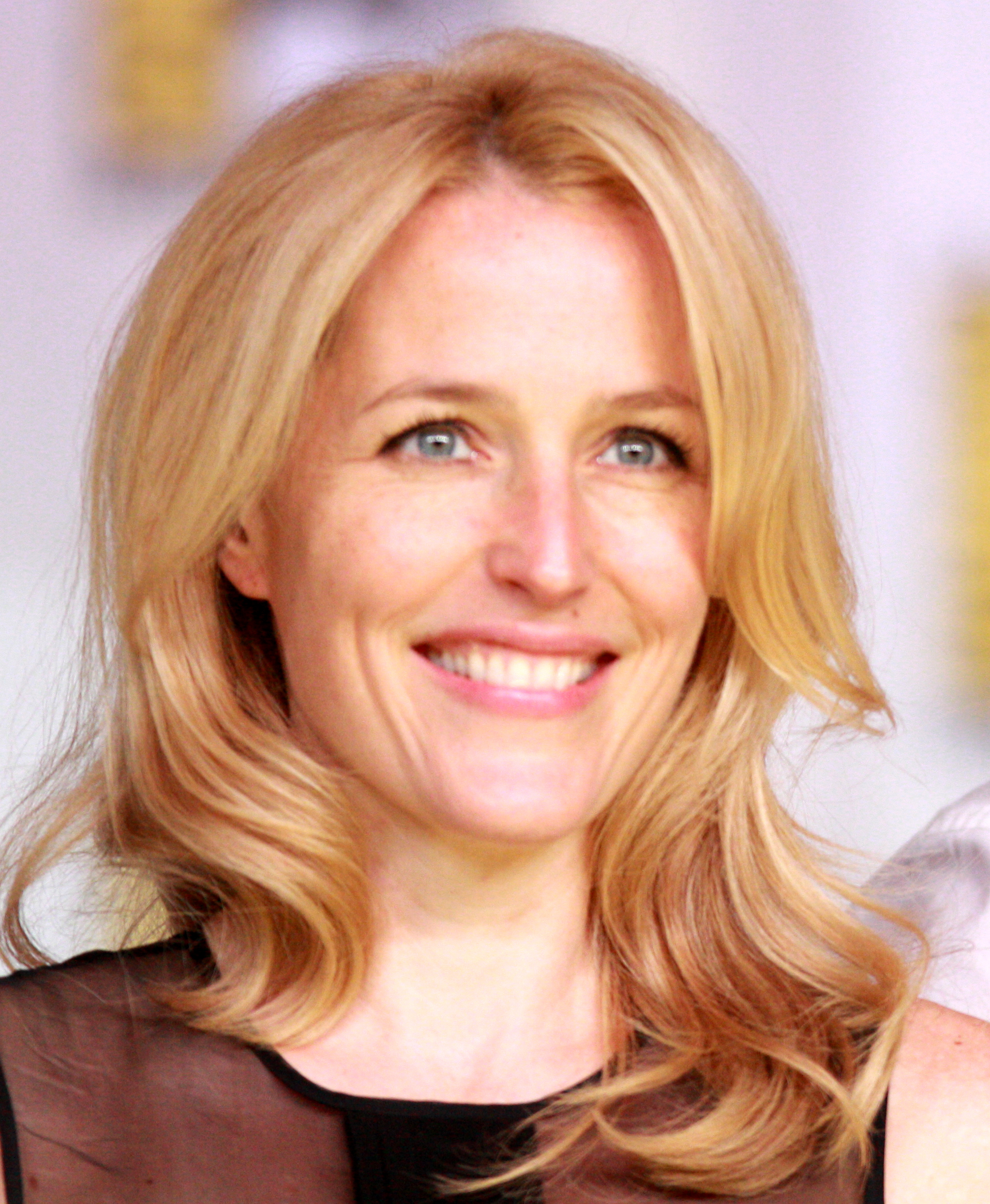

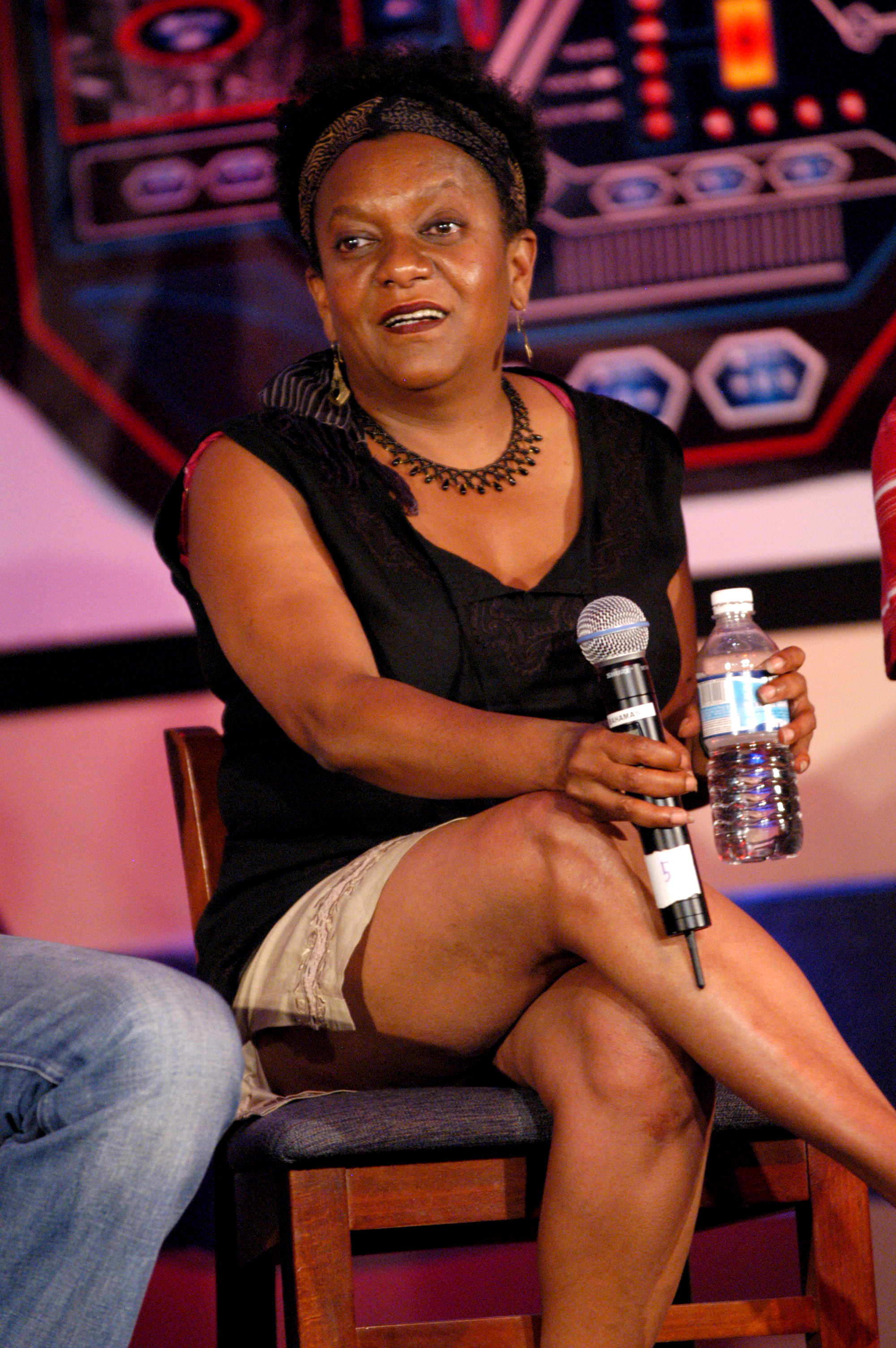

Елегія (Elegy) — 22-й епізод 4-го сезону серіалу «Цілком таємно». Епізод не відноситься до «міфології серіалу» - це «монстр тижня». Прем'єра в мережі «Фокс» відбулася 4 травня 1997 року.
Серія за шкалою Нільсена отримала рейтинг домогосподарств 10.6 — загалом 17,1 мільйона глядачів переглянули епізод під час його первісного ефіру.
Малдер й Скаллі розслідують серію убивств людей, біля місця убивства яких є або надписи, або лунає дзвінок зі словами «Вона — це я». Розслідування приводить агентів до розумово відсталої людини, котрий має якусь ментальну сполученість із жертвами.

## Зміст
Істина за межами досяжного
Власник вашингтонського «опівнічного кегельбан-клубу» Енджі Пінтеро повідомляє одному зі своїх працівників аутисту Гарольду Спюллеру, що той може на вечір піти додому. У швидкому часі по цьому він бачить молоду білявку, затиснуту у пінспоттері. Дівчина намагається щось повідомити, але не може вимовити ані слова і стікає кров'ю. Пінтеро бачить, що поліція прибула на сусідню стоянку, він виходить, щоб отримати від них допомогу. Енджі бачить на землі ту саму молоду жінку, яка померла з перерізаним горлом — навколо неї вже зібралися поліцейські.
Малдер і Скаллі розслідують цю справу, оскільки це вже третє вбивство в одному районі за короткий час, свідки щоразу бачили привид жертв. У пінспоттері погнуті металеві стрижні — але відсутні сліди крові жертви. Малдер висловлює підозру щодо імовірності появи привида мертвої дівчини («привида смерті»). Малдер знаходить видряпані слова «вона — я» на боулінг-доріжці, ці ж слова були написані автором анонімного дзвінка, який представляв одну з попередніх жертв (Пенні Тіммонс).
Детектив Гудак повідомляє агентам — анонімний вгент телефонував на «911» із повідомленням про одну із жертв вбивці — Пенні Тіммонс. Невідомий абонент стверджував, що останніми словами додзвонювача було ствердження «Вона — це я». Також Гудак зазначає — гортань жертви була розірвана; це унеможливило вмираючій вимовити останні слова. Агенти вираховують звідки дзвонили на «911» — це таксофон в психіатричному центрі «Нові Горизонти».
В психіатричному центрі, з якого було здійснено дзвінок, Фокс зауважує одного пацієнта Гарольда Спюллера, чоловіка-аутиста з нав'язливою компульсивною егодистонією, який уникає його погляду — він працює за сумісництвом у боулінгу Пінтеро.
Скаллі, переглянувши фотографії жертв вбивства, приходить до висновку, що персона Спуллера відповідає профілю вбивці — він у всіх жертв знімав обручку й надягав на іншу руку. При запитанні про привидів у Спуллера стається напад. У Дейни при розгляді справи йде кров з носа й вона рушає до умивальника. Слова «вона — це я» з'являються на дзеркалі у ванній кімнаті, і привид молодої жінки з перерізаною горлянкою що кровоточить стоїть перед Скаллі. Незабаром Малдер повідомляє, що щойно знайдена нова жертва — студентка з перерізаним горлом. Скаллі упізнає жертву Лорен Геллер й ухиляється від слідства, щоб подбати про своє здоров'я. Спюллер перебуває в підземній кімнаті і просить у привидів жертв дати йому спокій. Скаллі розмовляє із своєю лікаркою з ФБР про власну панічну боязнь полишити Малдера без підтримки й про своє видіння жертви. Малдер відвідує Енджі у пошуках Спюллера. Шоста доріжка з часу смерті дівчини не працює однак звідти випадають кеглі — це втікає Спюллер у підземну кімнату, яку він обладнав під полосами для боулінгу, і в якій він зберігає всі картки гравців, включаючи жертв. Гаролда допитують. Малдер «переконує» Спюллера допомогти в розслідуванні. Гаролд раптом бачить, як привид Пінтеро намагається поговорити з ним. Виявляється, що Пінтеро щойно переніс смертельний серцевий напад. Потім Малдер виявляє, що всі люди, які бачили привид жертви, були смертельно хворі. Скаллі швидко розуміє, що це означає для неї.
У лікарні медсестра Іннес словесно мучить Спуллера, і він її трохи поранив перед тим, як тікати. Поки Малдер їде шукати його, Скаллі допитує Чака Форша, іншого пацієнта, знайомого із Спуллером. Форш каже їй, що Спюллер побоювався — Іннес повільно отруїть його. Тоді Скаллі задає питання Іннес, яка намагалася викинути таблетки Спюллера. Медсестра атакує Скаллі своїм скальпелем. Скаллі нейтралізує її, а потім пояснює Малдеру, що Іннес приймала ліки, призначені для Спюллера, що зробило її схильною до насильства, і своїми діями прагнула знищити любов, яку Спюллер, що є предметом її зневаги, демонстрував до жертв. Тіло Спюллера виявлено за 2 квартали від лікарні, очевидно, він помер від дихальної недостатності. Скаллі зізнається Малдеру, що вона теж бачила привид жертви. Дейна боїться передчасної смерті і плаче в автівці. Незабаром після цього вона побачила привид Спюллера на задньому сидінні машини.
Я знаю чого ти боїшся. Я теж цього боюся.

## Створення
Сюжет «Елегії» написав Джон Шибан, а зрежисував Джон Чарлстон. Ідея сценарію надійшла до Шибана, коли він відвідував у лікарні вмираючого батька його майбутньої дружини. Тесть в їх присутності продовжував оглядати кімнату, ніби бачив там й інших людей — однак в кімнаті було тільки троє. Зрештою тесть запитав у них, хто іще є в кімнаті. Пара відповіла — тільки вони зараз відвідують його. Тесть перебував в розгубленості й продовжував роззиратися по кімнаті. Ця сцена надала Шибану ідею, що на порозі смерті людина в змозі побачити через щілини інший світ (потойбіччя). З цієї історії Шибан пише сюжет про привида боулінгу. Персонаж Гарольда Спуллера був натхненний фільмом «Пролітаючи над гніздом зозулі» (1975), де знявся Джек Ніколсон — як пацієнт Рендл Патрік Макмерфі. Актор Сідні Лессік, який грає іншого пацієнта, також як персонаж психлікарні знімався в «Пролітаючи над гніздом зозулі».
Знімальна група попросила надати кілька примішень для боулінгу, які могли б слугувати фоном для зняття кількох сцен епізоду, але власники примішень погоджувались неохоче — гральні зали повинні були закритись на три дні, щоб дозволити зйомки — а це збитки. Врешті зйомки відбулися у ванкуверському центрі боулінгу «Thunderbird», дозвіл було надано за умови, що знімальна команда вживе спеціальних заходів обережності для збереження боулінгових поверхонь. Тому знімальній команді довелося використовувати взуття для боулінгу та саморобні «паперові пінетки» — щоб не пощкодити дерев'яні боулінгові полоси. Згодом Духовни кепкував із себе — після епізоду з боулінгом він зрозумів, скільки йому років. Духовни жартував: «Коли у тебе все болить від боулінгу, саме час подумати про своє життя та куди воно йде».

## Сприйняття
Прем'єра серії відбулася в мережі «Фокс» 4 травня 1997 року. Епізод отримав рейтинг Нільсена 10.6, з часткою 16 — приблизно 10.6 відсотка домашніх телемереж і 16 відсотків переглядаючих телевізор домогосподарств були налаштовані на епізод. Загалом «Елегію» переглянуло 17.1 мільйона телеглядачів під час попереднього показу.
Від телекритиків епізод отримав загалом сприятливі відгуки. Сайт Avengers World оцінив серію на 4 з 4-х. В книзі про «Цілком таємно» Роберт Шірман та Ларс Пірсон оцінили «Елегію» в 4 зірки з 5 і назвали серію приголомшливою. Критики особливо вітали загострення уваги в серії відносин Малдера і Скаллі, а не власне теми «Цілком таємно». Джон Кіган з критичного міфу оцінив це 9/10 6. Оглядачка Паула Вітаріс в критичному огляді для Cinefantastique надала серії 3 зірки з 4-х, особливо похваливши емоційний вплив, який спричинив персонаж Скаллі.
Більш критично серію оціниа Тодд ВанДерверф з сайту The A.V. Club й надав йому оцінку B-.

## Знімались
| Актор             | Роль           |
| ----------------- | -------------- |
| Девід Духовни     | Фокс Малдер    |
| Джилліан Андерсон | Дейна Скаллі   |
| Сідні Лессік      | Чак Форш       |
| Лорена Гейл       | юристка        |
| Крістін Віллес    | Карен Коссеф   |
| Алекс Бруганскі   | Ангело Пінтеро |
| Ненсі Фіш         | Іннес          |
| Кен Тремблетт     | офіцер         |